# Habenaria amplifolia
Habenaria amplifolia är en orkidéart som beskrevs av Thomas Frederic Cheeseman. Habenaria amplifolia ingår i släktet Habenaria och familjen orkidéer.
Artens utbredningsområde är Cooköarna. Inga underarter finns listade i Catalogue of Life.